# 久大本線
久大本線（きゅうだいほんせん）は、福岡県久留米市の久留米駅から大分県大分市の大分駅に至る九州旅客鉄道（JR九州）の鉄道路線（地方交通線）である。「ゆふ高原線」の愛称がある。

## 概要
路線名の由来は久留米と大分を結んでいることから。大分駅と熊本駅を結ぶ豊肥本線とともに、九州を横断する鉄道路線である。
大分県九重町と由布市の境にある分水嶺の水分峠より西側は筑後川（三隈川）とその支流の玖珠川に沿って、東側は大分川に沿って九州を横断している。沿線には大分県の小京都といわれる日田や温泉地の由布院などの観光地を控えている。福岡県福岡市の博多駅から鹿児島本線久留米駅経由で由布院や大分・別府を結ぶ特急「ゆふ」や「ゆふいんの森」が運行されている。
2016年（平成28年）12月22日より、リアルタイム列車位置情報システム「どれどれ」が開始され、列車位置情報がスマートフォンアプリ「JR九州アプリ」で閲覧可能になった。
また、運行管理システム「JACROS」を使用した自動放送を採用している久留米駅と大分駅を除いた35駅すべてに、次発案内放送・自動遠隔放送の設備がある。
国鉄時代は途中の夜明駅で日田彦山線、恵良駅で宮原線が分岐していたが、1984年（昭和59年）12月1日に宮原線が廃止され、1987年（昭和62年）の国鉄分割民営化後、日田彦山線が2023年（令和5年）8月28日に添田駅 - 日田駅間で運行を開始した日田彦山線BRT（BRTひこぼしライン）になり、当線から途中駅で分岐する鉄道路線がなくなった。これにより、九州新幹線を除けば途中に分岐路線のない在来線鉄道路線として九州内で最長の路線となっている。

### 路線データ
- 管轄（事業種別）：九州旅客鉄道（第一種鉄道事業者）
- 路線距離（営業キロ）：141.5 km[6]
- 軌間：1067mm
- 駅数：37（起終点駅含む）[6]
  - 久大本線所属駅に限定した場合、起終点駅（久留米駅は鹿児島本線、大分駅は日豊本線の所属[7]）が除外され、35駅となる。
- 複線区間：なし（全線単線）
- 電化区間：なし（全線非電化）
- 閉塞方式：特殊自動閉塞式（軌道回路検知式）[8]
- 最高速度：95 km/h[3]
- IC乗車カード対応区間：
  - SUGOCA福岡・佐賀・大分・熊本エリア：久留米駅 - 善導寺駅間、向之原駅 - 大分駅間[9]（善導寺駅 - 向之原駅間では、SUGOCAで途中駅の入出場はできないが、SUGOCAで乗車して通過することは可能[10]）

久留米駅 - 豊後三芳駅間が本社鉄道事業本部直轄、豊後中川駅 - 大分駅間が大分支社の管轄である。

## 運行形態

### 優等列車
優等列車として、全区間で博多駅 - 由布院駅・大分駅・別府駅間の特急「ゆふ」「ゆふいんの森」が運転されている。特急は博多駅 - 久留米駅間で鹿児島本線、大分駅 - 別府駅間で日豊本線に乗り入れる。
他にD&S列車（観光列車）として「或る列車」および「かんぱち」「いちろく」も運行されているが、これらは旅行商品専用の団体専用列車である。

### 地域輸送
おおむね日田駅・由布院駅で運行系統が分かれている。
全線を直通する普通列車は長らく設定がなくなっていたが、2022年9月23日ダイヤ改正で久留米発大分行き（1821D→1823D）として下り列車が1本設定された。

#### 久留米駅 - 日田駅間
普通列車は基本的に久留米駅発着だが、朝には鹿児島本線の鳥栖発着の列車が上下各1本設定されている（下り列車は2022年9月23日ダイヤ改正から）。久留米駅に車両留置線がないため鳥栖駅まで回送されて留置され、久留米駅から営業運転に入る列車もある。この場合鳥栖駅 - 久留米駅間は回送扱いとなる。これらの鹿児島本線直通列車は久留米駅では久大本線専用の2番線には構造上入線できない。久留米駅 - 善導寺駅・筑後吉井駅・うきは駅間の区間運転列車も設定されており、久留米駅 - 善導寺駅・筑後吉井駅・うきは駅間は1時間に1 - 2本、うきは駅 - 日田駅間は1時間に1本程度運行されている。
なお、夜明駅 - 日田駅間では平成29年7月九州北部豪雨で被災した日田彦山線をBRTによる運行とした日田彦山線BRTも利用可能であり、久大本線と日田彦山線BRTを合わせて1時間2 - 3本の運行本数となる。
ワンマン運転の場合、久留米駅 - 善導寺駅間においては、駅員配置の有無に関係なく車内精算を行わない（都市型ワンマン運転）。なお、この区間はSUGOCAでの運賃支払いができる。

#### 日田駅 - 由布院駅間
大きく分けると久留米駅・日田駅 - 豊後森駅間の列車と、日田駅 - 由布院駅・大分駅間の列車が多いが、豊後森駅 - 由布院駅・大分駅間の列車もある。久留米駅 - 豊後森駅・由布院駅間および日田駅 - 大分駅間の列車など久留米方面や大分方面の区間と直通する列車も設定されている。この区間の本数は少なく4 - 5時間ほど運行されない時間帯がある。
また、日田駅 - 天ケ瀬駅間の区間列車も設定されていたが、2008年3月15日のダイヤ改正時には廃止されている。

#### 由布院駅 - 大分駅間
この区間は由布院駅 - 大分駅間直通を1時間に1本（日中2時間ほど開く場合あり）、向之原駅 - 大分駅間の区間運転列車を1時間に1本、交互に運行するダイヤをベースとして、朝に豊後国分駅 - 大分駅間、夕方以降に庄内駅・向之原駅 - 大分駅間の区間運転列車を1-2時間に1本設定し、合わせて1時間に1本 - 2本の列車が運行されている。また、豊後森駅・日田駅 - 大分駅間を直通する列車も運行されている。
ワンマン運転の場合、向之原駅 - 大分駅間では駅員配置の有無に関係なく車内精算を行わない（都市型ワンマン運転）。なお、この区間はSUGOCAでの運賃支払いができる。
2015年3月14日のダイヤ改正からは亀川発向之原行きとして日豊本線からの直通列車が設定されたが、2018年3月17日のダイヤ改正で再び廃止されている。

## 使用車両
クルーズトレインを除き、すべて気動車。キロシ47形（佐世保車両センター所属）、キハ71系・キハ72系（直方車両センター所属）を除き、大分車両センター所属車。
- キハ185系 - 特急「ゆふ」に使用される[17]。
- キハ71系 - 特急「ゆふいんの森」に使用される[17]。
- キハ72系 - 特急「ゆふいんの森」に使用される[17]。
- キロシ47形 - 団体専用列車「或る列車」として、久留米駅 - 由布院駅間で使用される。
- 2R形 - 団体専用列車「かんぱち・いちろく」として使用。キハ47形・キハ125形改造車。
- キハ125形[18] - 1993年から導入。日田駅 - 大分駅間で使用される。
- キハ200形・キハ220形 - 2003年3月15日に導入され[19][20]、その後、両運転台のキハ220形200番台が新製配置されている[21]。全区間で使用される。
- DF200形ディーゼル機関車・DE10形ディーゼル機関車・77系客車 - クルーズトレイン「ななつ星 in 九州」で運用される。

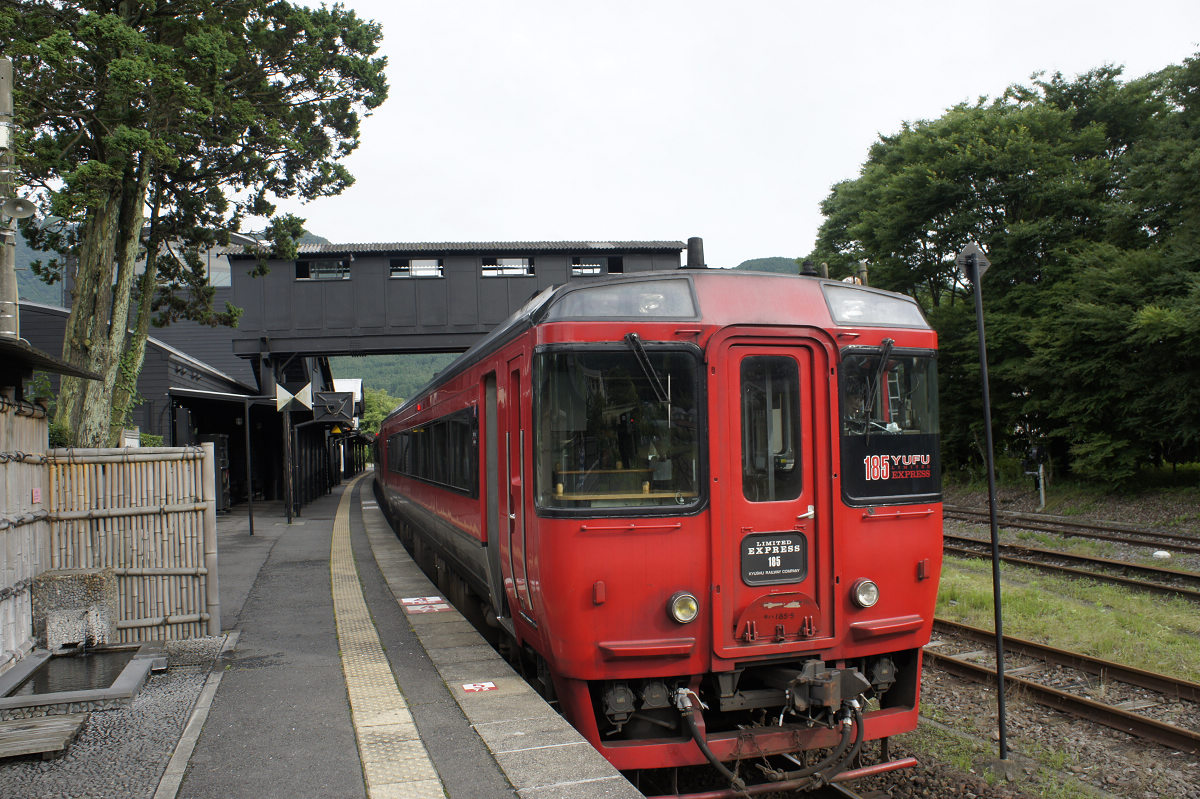
「ゆふ」キハ185（由布院駅）
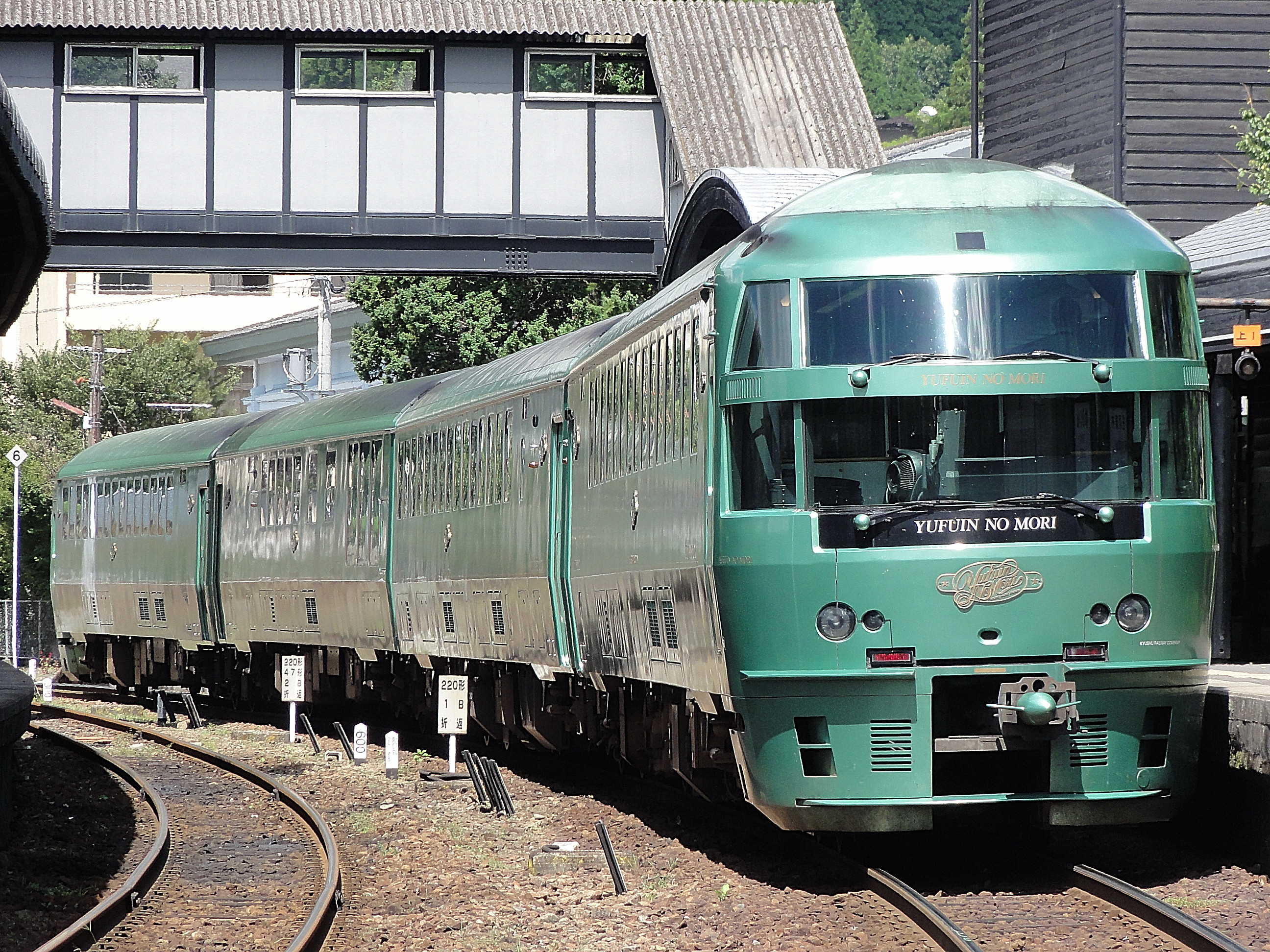
「ゆふいんの森」キハ72（由布院駅）
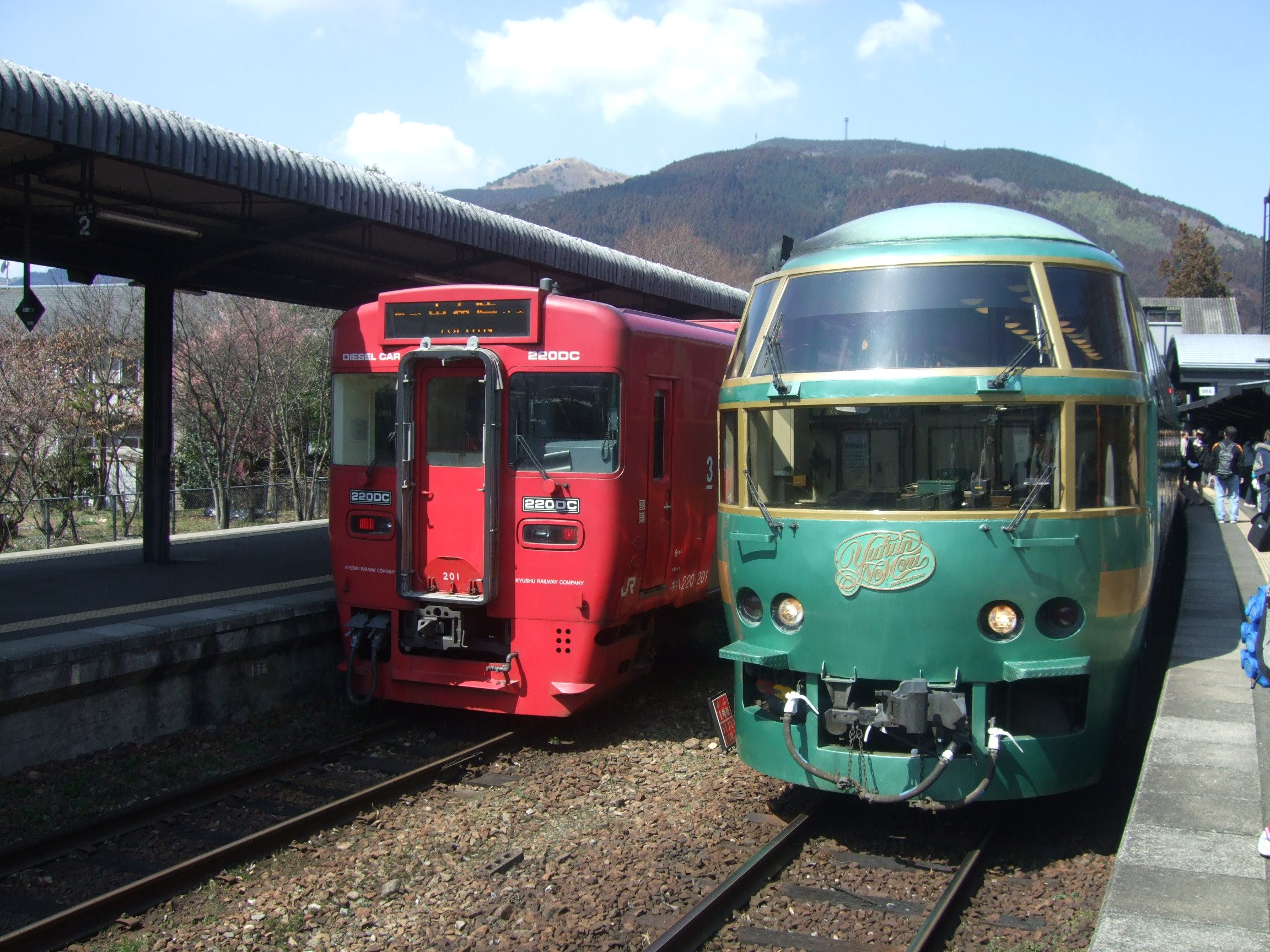
キハ220と「ゆふいんの森」キハ71（由布院駅）
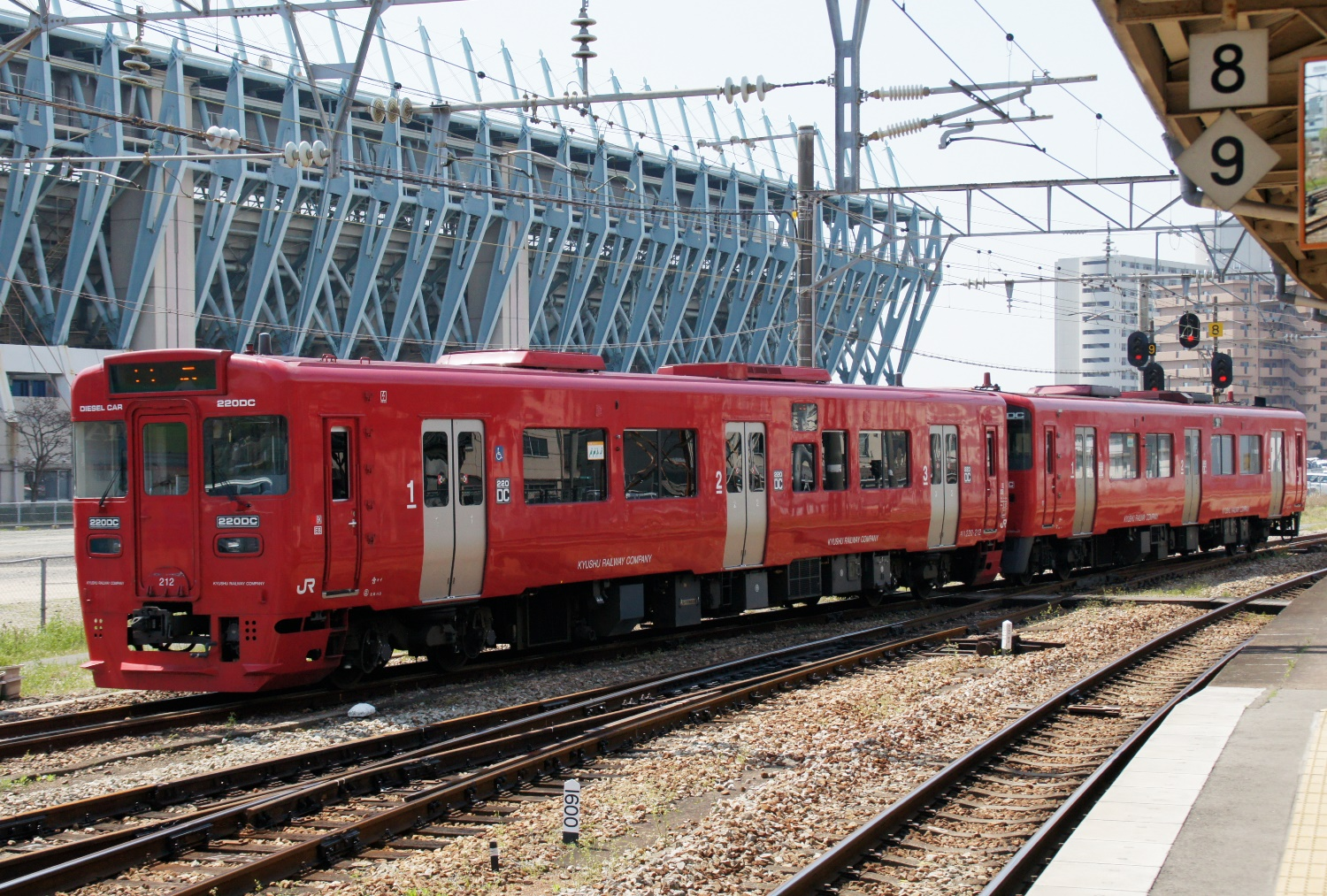
キハ220（鳥栖駅）
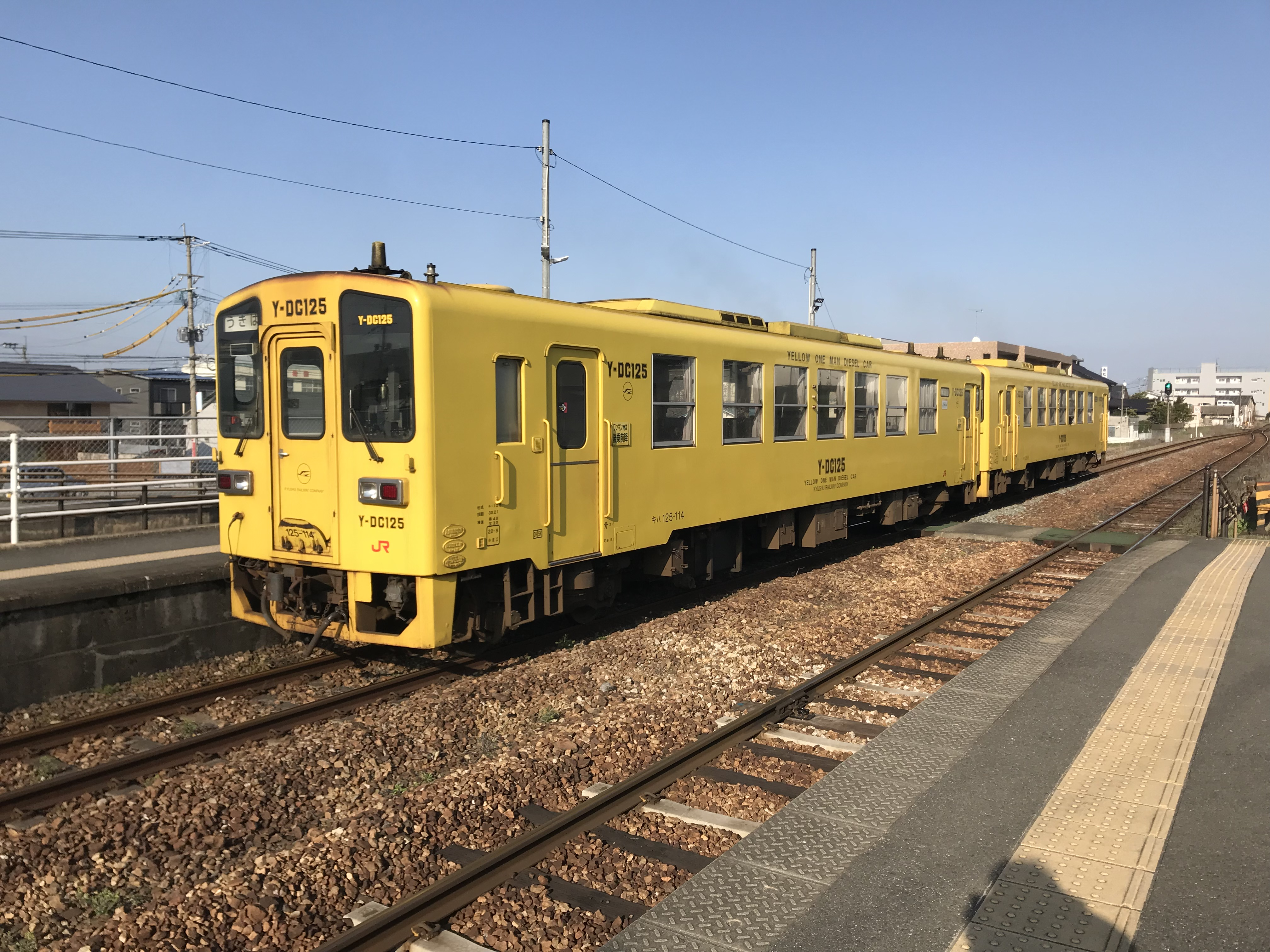
キハ125（御井駅）
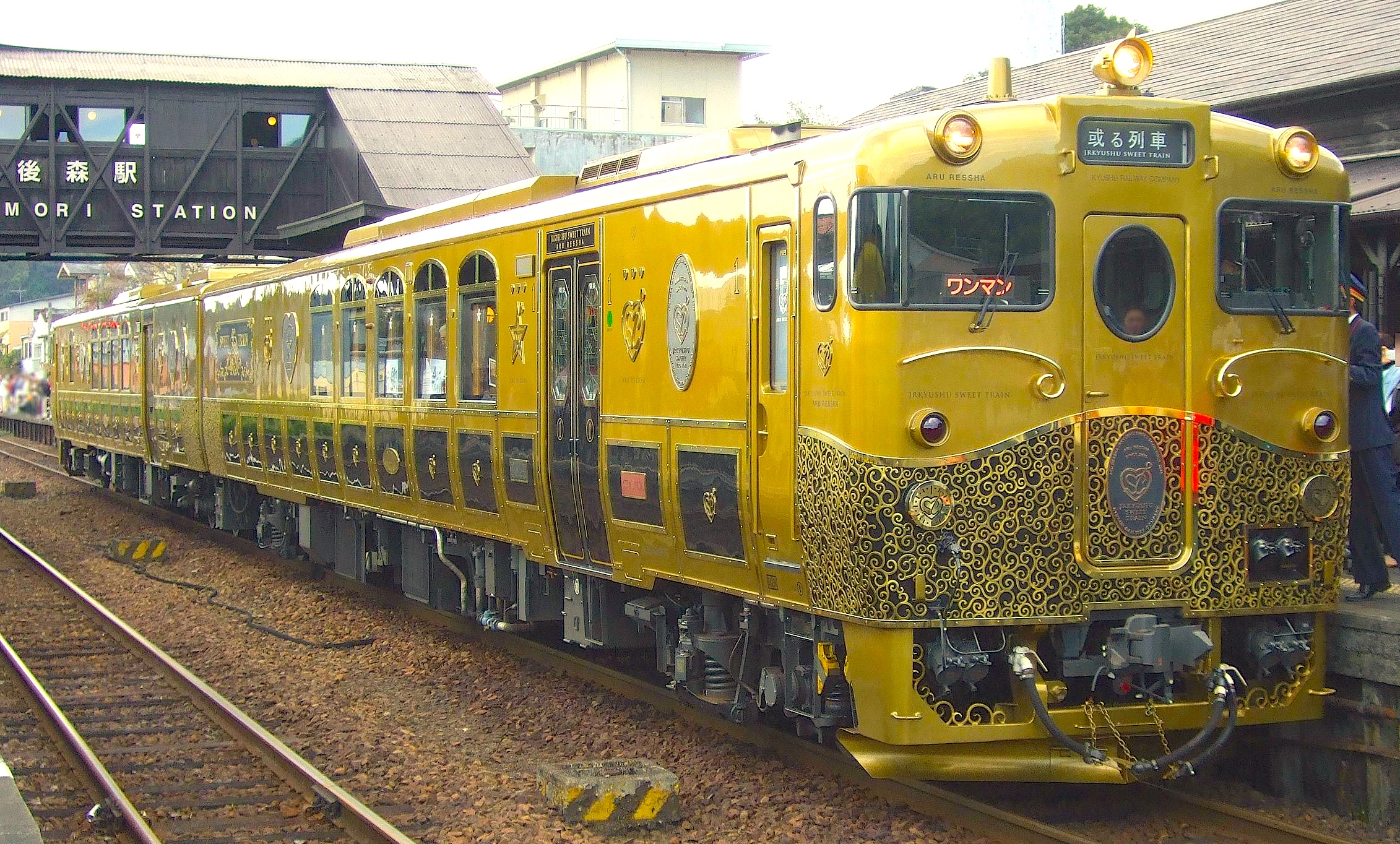
「或る列車」キロシ47（豊後森駅）

### 過去の使用車両
- 気動車
  - キハ58系[17][18]・キハ65形[17] - 急行用としてアコモデーション改造を受けた車両が急行「由布」に使用されていたほか[17]、未改造車・近郊形改造車が普通列車に使用されていた。急行の特急格上げ後はアコモデーション改造車も普通列車に使用された。またキハ58形・キハ65形各1両がトロッコ列車「TORO-Q」に使用されていた[要出典]。
  - キハ66・67形 - 日田彦山線直通の急行（のちに快速）「日田」「はんだ」などを中心に使用されていた[17]。
  - キハ31形[18] - 普通列車用。
  - キハ183系1000番台 - 1992年に「ゆふいんの森II世」に転用改造され特急「ゆふいんの森」で使用されたが、1999年にキハ72系に代替され当線から撤退した。その後、2004年に改造を受け特急「ゆふDX」で使用されたが、2011年に「ゆふDX」の運転が廃止され当路線から撤退し[17]、その後は豊肥本線で特急「あそぼーい!」に使用されている[22]。
  - キハ40形・キハ140形・キハ47形・キハ147形 - 普通列車用。2020年3月12日をもって運用終了。
- 客車
  - 1990年代にJR他社が快速「海峡」を除いて定期運行の普通客車列車をすべて廃止したあとも、50系[18]・12系[18]を使用した客車普通列車を運行していたが、豊肥本線熊本駅 - 肥後大津駅間の電化に伴う気動車の玉突き転配により、[要出典]1999年12月4日のダイヤ改正で気動車に代替され消滅した[4]。
- 機関車
  - 前記の客車列車の牽引用にDE10形ディーゼル機関車が使用されていた[18][4]。1956年から1970年までD60形蒸気機関車が多く使用されていた[23]。

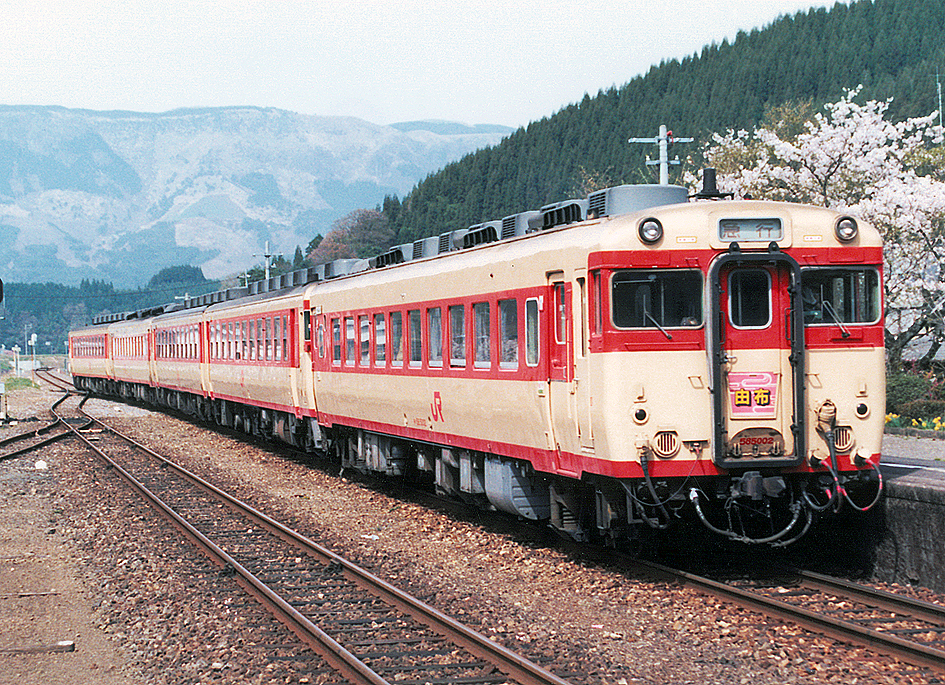
キハ58・65による急行「由布」
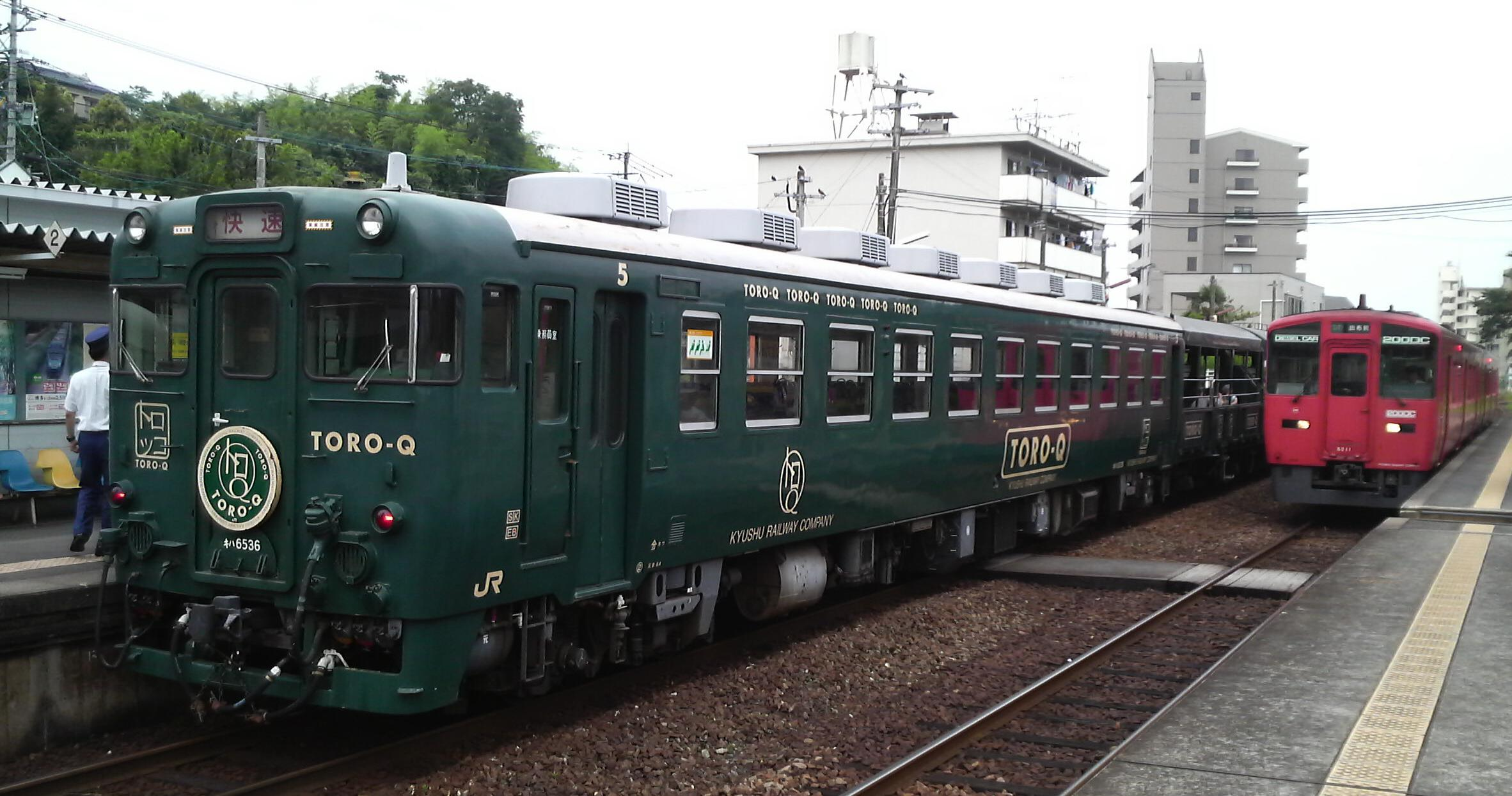
「TORO-Q」キハ65
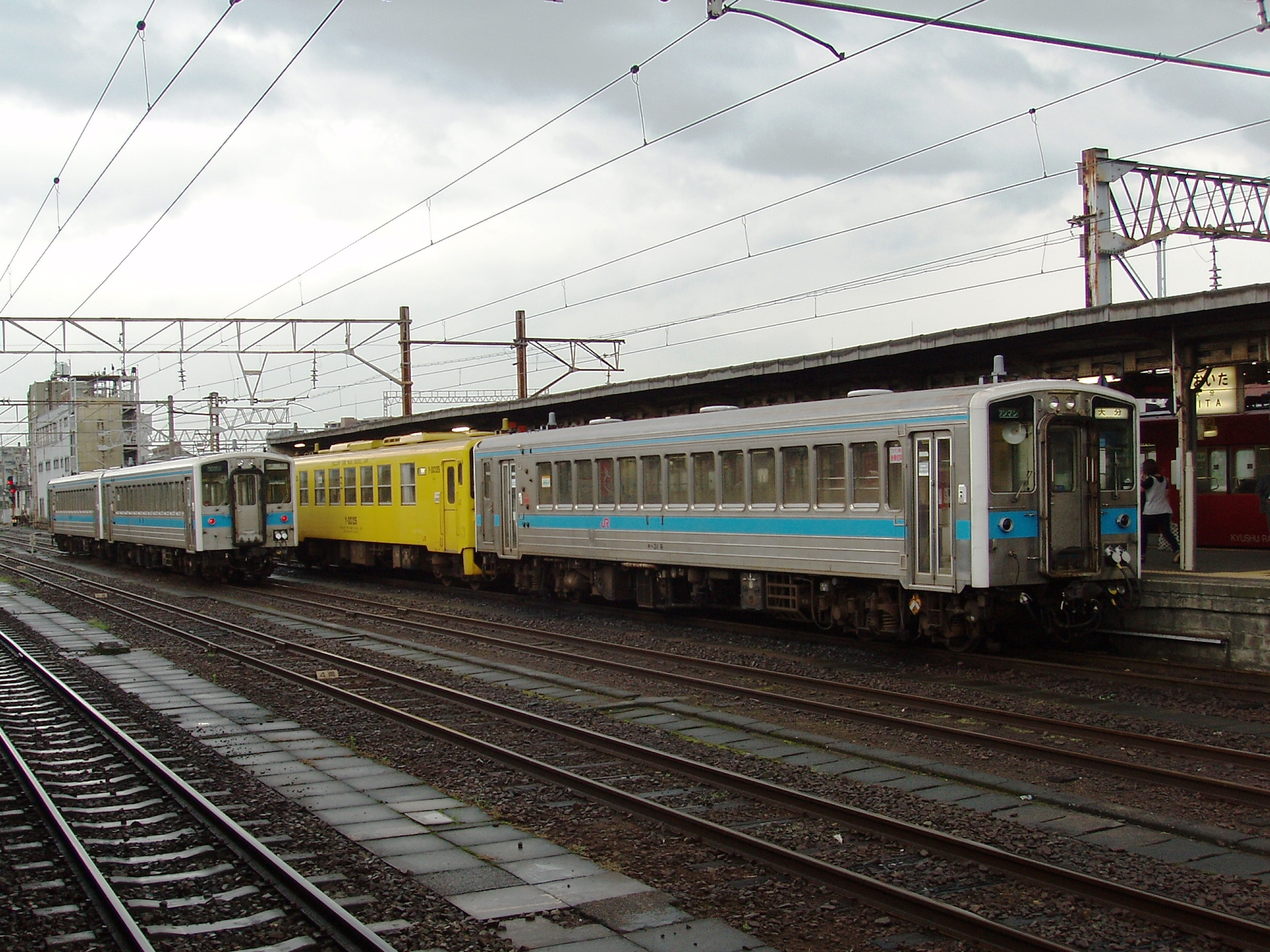
大分駅に到着したキハ31
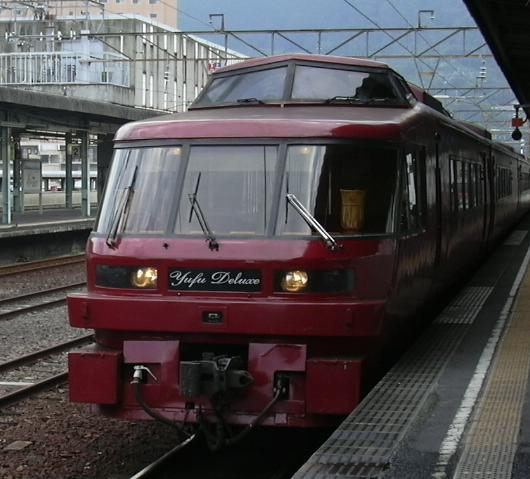
キハ183「ゆふDX」旧塗色
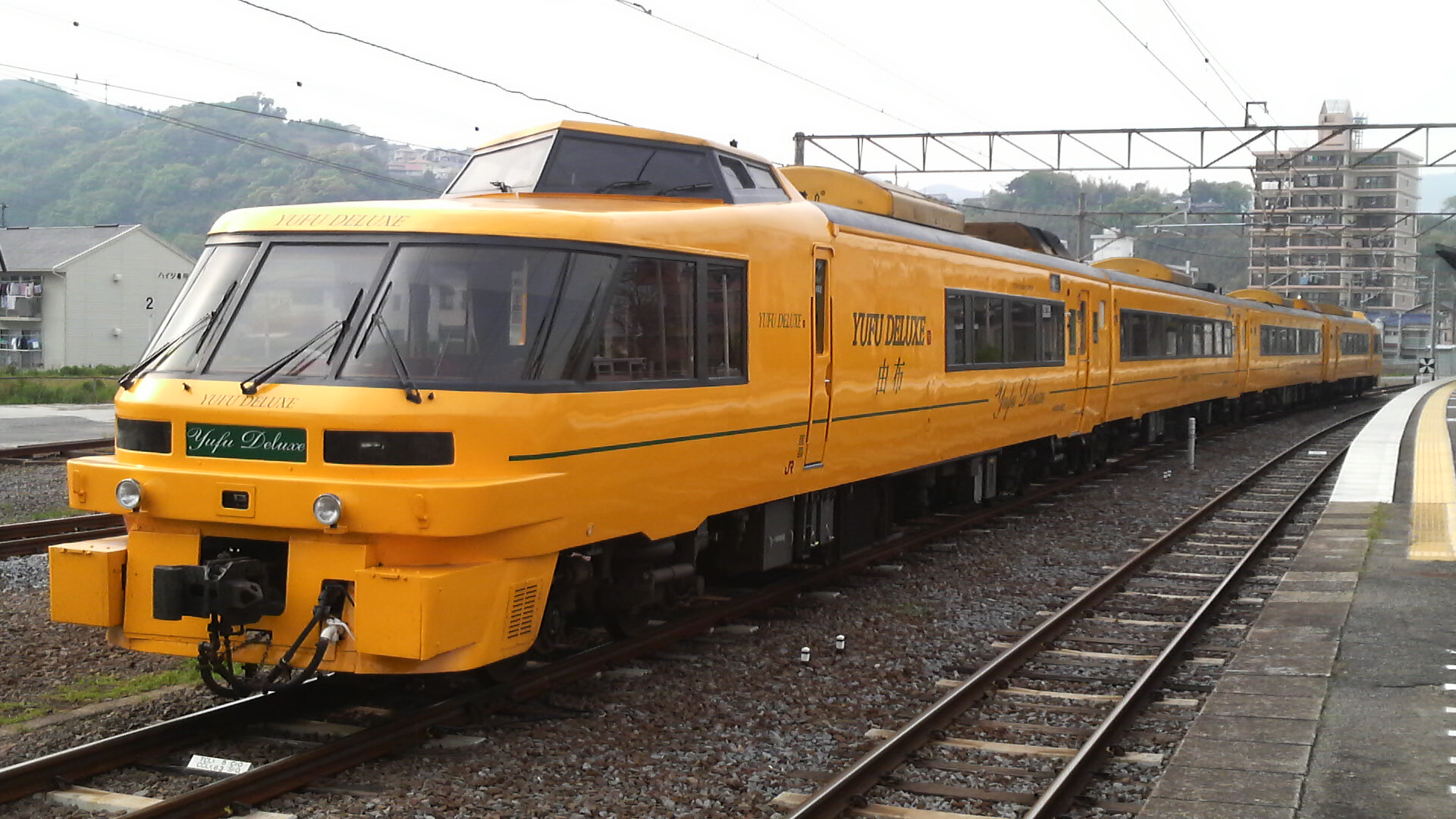
キハ183「ゆふDX」新塗色
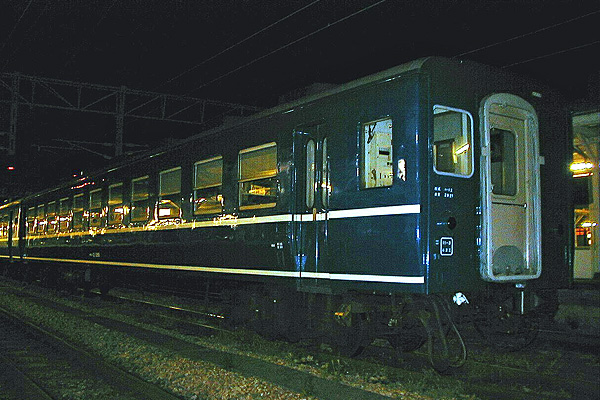
久大本線普通列車用として車掌室設置改造が施された12系オハ12形客車
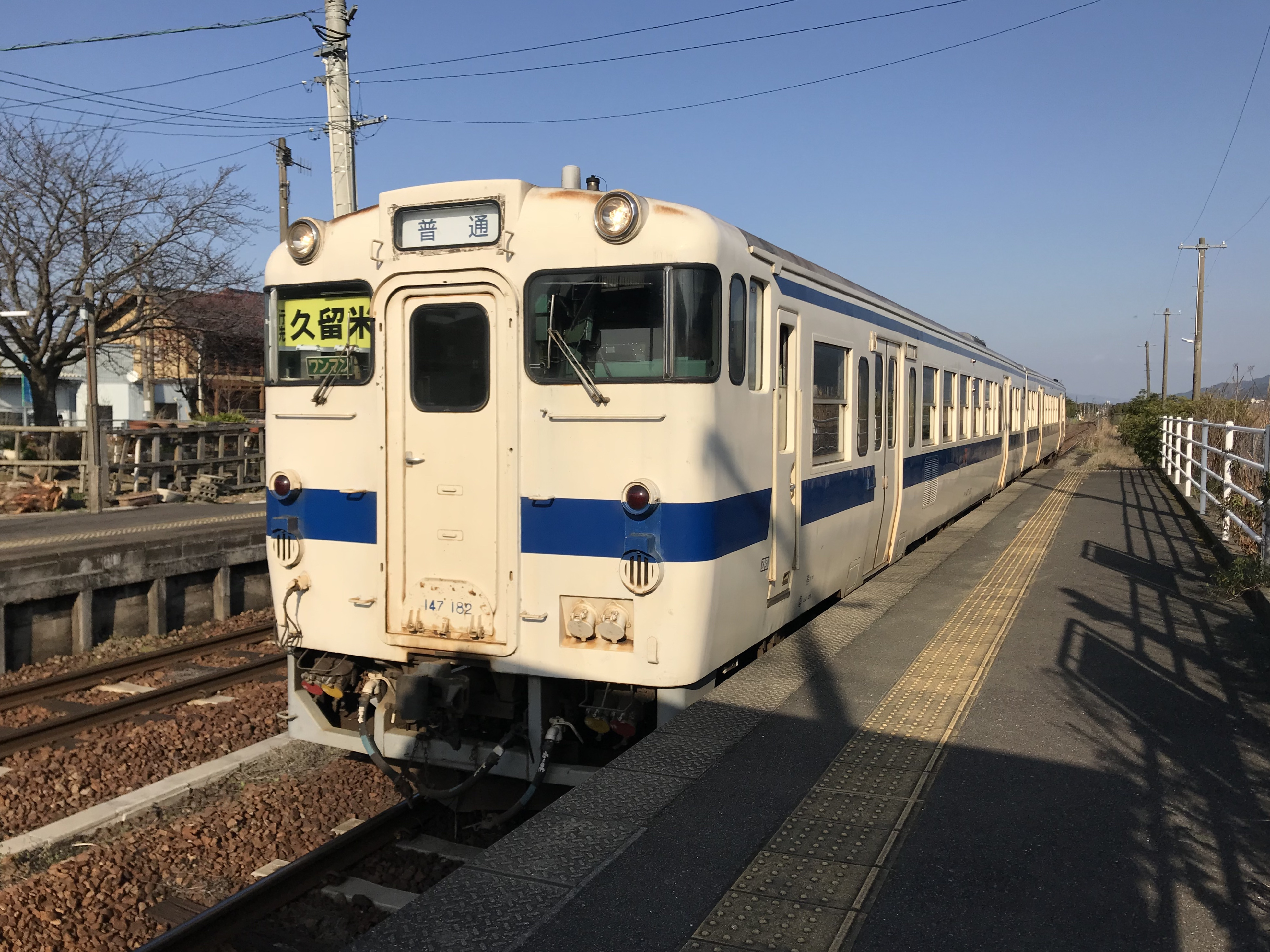
キハ147（善導寺駅）、2017年九州北部豪雨に伴い久留米-光岡間で充当された。

## 歴史
久大本線のうち、大分駅 - 小野屋駅間は私鉄の大湯鉄道として開業している。1922年に買収、国有化され大湯線（だいとうせん）となった。大湯鉄道が計画していた湯平駅まで延伸されたのは、第一次世界大戦の影響で国有化後の1923年であった。
大湯鉄道買収後の1923年5月に新規に着手すべき鉄道線路として「大分所管 大分日田間 久大東線」「熊本所管 久留米日田間 久大西線」が公示された。これに伴い、東側は久大東線の名義で工事が実施され、大湯線として1933年に天ケ瀬駅まで開業した。
久留米駅 - 天ケ瀬駅間は久大線として開業した。最初に開業したのは久留米駅 - 筑後吉井駅間で1924年に久大西線として工事が始まり、1928年に久大線として開業した。それまで久留米駅 - 豆田駅（日田町）間に私鉄の筑後軌道が走っていたが、久大線と競合するため補償を受けて1929年に廃止された。日田駅まで開業したのは1934年で、同年中に最後の区間である日田駅 - 天ケ瀬駅間が開業して久留米駅 - 大分駅間が全通した。

### 年表

#### 大湯線（大分駅 - 天ケ瀬駅間）
- 1915年（大正4年）10月30日：大湯鉄道が大分市駅 - 小野屋駅間を開業。大分市駅・古国府停留場・永興停留場・賀来駅・平横瀬停留場・向之原駅・鬼瀬停留場・櫟木停留場・小野屋駅が開業[34][35][36]。
- 1918年（大正7年）2月1日：森ノ木停留場が開業[36][37]。
- 1922年（大正11年）12月1日：大湯鉄道が買収・国有化され、大分駅 - 小野屋駅間が大湯線となる[36][38]。大分市駅が大分駅に併合されて廃止、古国府停留場・森ノ木停留場・平横瀬停留場・鬼瀬停留場・櫟木停留場が廃止[36]。
- 1923年（大正12年）9月29日：小野屋駅 - 湯平駅間が延伸開業[35]。天神山駅・庄内駅・湯平駅が開業[36][39]。
- 1925年（大正14年）
  - 2月3日：鬼瀬駅が新設[36]。
  - 7月29日：湯平駅 - 北由布駅間が延伸開業[35][40]。南由布駅・北由布駅が開業[36]。
  - 12月1日：永興駅が南大分駅に改称[36][41]。
- 1926年（大正15年）11月26日：北由布駅 - 野矢駅間が延伸開業[35][42]。野矢駅が開業[36]。
- 1928年（昭和3年）10月28日：野矢駅 - 豊後中村駅間が延伸開業[35][43]。豊後中村駅が開業[36]。
- 1929年（昭和4年）12月15日：豊後中村駅 - 豊後森駅間が延伸開業[35][44]、引治駅・恵良駅・豊後森駅が開業[36]。
- 1930年（昭和5年）4月6日：鬼瀬駅 - 小野屋駅間で、後進牽引（ボイラー側を客車に向けて牽引）を行った機関車のボイラーが破裂。煙室扉から大量の高熱蒸気が客車内に吹き込み、23名が死亡する事故（久大線機関車ボイラー破損事故）が発生[24][45][46]。
- 1932年（昭和7年）9月16日：豊後森駅 - 北山田駅間が延伸開業[35][47]。北山田駅が開業[36]。
- 1933年（昭和8年）9月29日：北山田駅 - 天ケ瀬駅間が延伸開業し[35][30]、天ケ瀬駅が開業[36]。
- 1934年（昭和9年）11月15日：久大線に編入[48][49]。

#### 久大線→久大本線

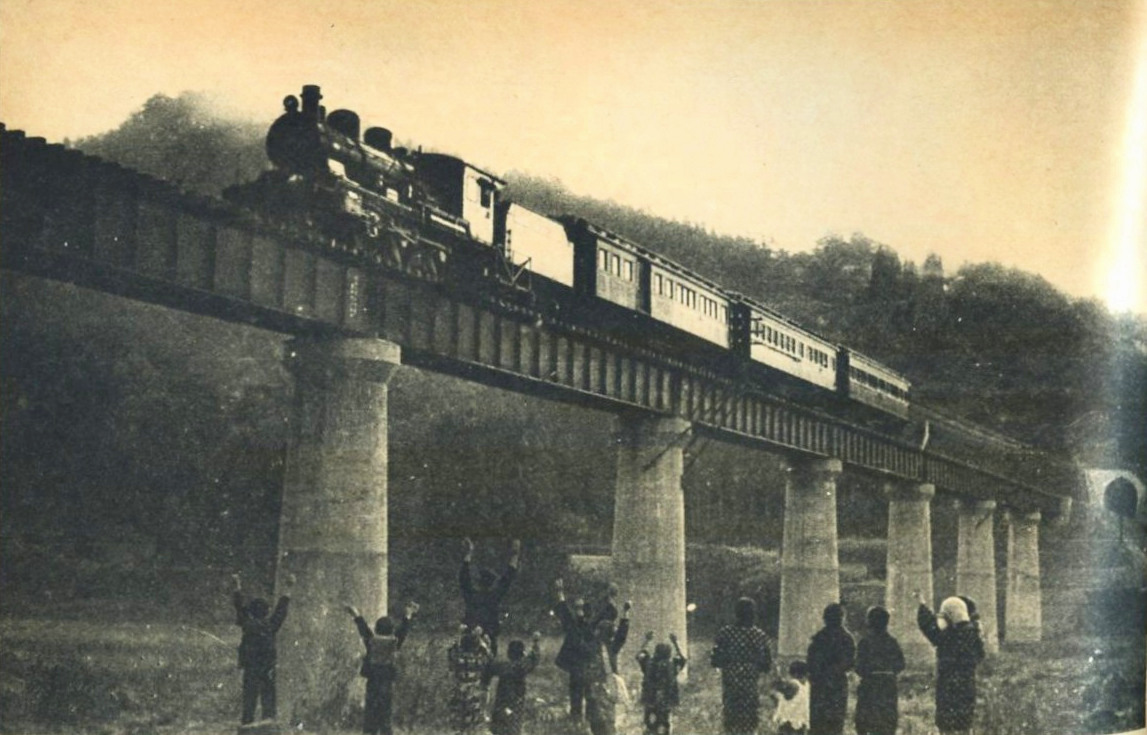
1934年11月15日、久大線全通を鉄橋下で喜ぶ人たち。撮影場所不明。

- 1928年（昭和3年）12月24日：久大線として久留米駅 - 筑後吉井駅間が開業[35][33]。南久留米駅・御井駅・善導寺駅・筑後草野駅・田主丸駅・筑後吉井駅が開業[36]。
- 1931年（昭和6年）7月11日：筑後吉井駅 - 筑後大石駅間が延伸開業[35][50]。筑後千足駅・筑後大石駅が開業[36]。
- 1932年（昭和7年）3月12日：筑後大石駅 - 夜明駅間が延伸開業し[35][51]、夜明駅が開業[36]。
- 1934年（昭和9年）
  - 3月3日：夜明駅 - 日田駅間が延伸開業し[35][52]、日田駅が開業[36]。
  - 6月25日：光岡駅が開業[36][53]。
  - 11月15日：日田駅 - 天ケ瀬駅間が延伸開業[35][48][54][55]。豊後三芳駅・豊後中川駅が開業[36]。大湯線（大分駅 - 天ケ瀬駅間）を久大線に編入[48][49]。
- 1937年（昭和12年）6月27日：宮原線の開業により久大線が久大本線となる[56]。
- 1950年（昭和25年）1月1日：北由布駅が由布院駅に改称[36][57]。
- 1953年（昭和28年）6月26日：昭和28年西日本水害により壊滅的な被害を受け運休、8月8日復旧。
- 1957年（昭和32年）3月15日：杉河内駅が開業[36]。
- 1970年（昭和45年）：久大本線での蒸気機関車の運用が廃止され無煙化[58]。
- 1984年（昭和59年）
  - 1月20日：天ケ瀬駅 - 大分駅間に列車集中制御装置 (CTC) を導入[59]。
  - 2月15日：久留米駅 - 豊後三芳駅間にCTCを導入[59][60]。
- 1987年（昭和62年）4月1日：全線の貨物営業が廃止、国鉄分割民営化により九州旅客鉄道が承継[61]。
- 1988年（昭和63年）
  - 3月13日：古国府駅が開業[36]。
  - 3月15日：路線愛称を「ゆふ高原線」とすることが発表される[1]。
- 1989年（平成元年）3月11日：豊後国分駅が開業[36]。
- 1990年（平成2年）5月1日：筑後千足駅がうきは駅に改称[36]。
- 1992年（平成4年）
  - 4月1日：ワンマン運転開始[62]。
  - 7月15日：最高速度を95km/hに引き上げ[63]。
- 1993年（平成5年）
  - 9月3日：台風13号により運転を見合わせる[64]。その後、久留米駅 - 日田駅間で運転を再開する。
  - 9月9日：日田駅 - 野矢駅間が運転再開[65]。
  - 10月1日：第七由布川鉄橋の復旧作業中に石垣が崩れ、作業員2人が生き埋めとなり死亡する事故が発生[66][67]。
  - 10月7日：野矢駅 - 由布院駅間が復旧し、特急「ゆふいんの森」が博多駅 - 由布院駅間で運行を再開する[68]。
  - 10月31日：由布院駅 - 庄内駅間が運転再開（全線復旧）[64]。
- 1999年（平成11年）
  - 2月22日 23時55分ごろ : 大分発由布院行きの列車が、南由布駅 - 湯平駅間の津々良トンネル内で線路上に落下していたコンクリート塊に乗り上げ脱線する事故が発生[69]。
  - 9月9日：9が重なるこの日、九重町で開催されるイベントに合わせて大分駅 - 豊後中村駅間で臨時列車「999号」が運行される[4]。
  - 12月4日：DE10形ディーゼル機関車と12系による客車列車の運行が終了。「さようならDE10」のヘッドマークを付けて運行された[4]。
- 2000年（平成12年）3月11日：久留米大学前駅が開業[36]。
- 2006年（平成18年）3月18日：久留米駅 - 善道寺駅間、向之原駅 - 大分駅間のワンマン列車における車内精算（乗車時に整理券を取って、降車時に運賃等とともに運転士に渡す）を取りやめる（都市型ワンマン運転に変更）。
- 2008年（平成20年）8月24日：大分駅の久大本線部分の高架化が完成し、大分駅から古国府駅手前の古国府トンネルまでの線路を高架に切り替え[70][71]。
- 2009年（平成21年）3月14日：久留米高校前駅が開業[36]。
- 2012年（平成24年）
  - 7月14日[72]：筑後吉井駅 - 日田駅間が平成24年7月九州北部豪雨により路盤流失・隈上川橋梁の橋脚沈下などの被害を受け、久留米駅 - 日田駅間が不通となる[72][73][74]。
  - 7月15日：久留米駅 - 筑後吉井駅間で夕方から運行再開[72]。
  - 7月16日：筑後吉井駅 - うきは駅間で一部の普通列車を運行再開[72][73][75]。特急「ゆふ」「ゆふいんの森」は日田駅 - 別府駅間の運行に変更[76]。筑後吉井駅 - 日田駅間でバス代行輸送開始[75]。
  - 7月27日：夜明駅 - 日田駅間で日田彦山線列車のみ運行再開（久大本線列車は運休のまま）[72][74][77]。
  - 8月25日：うきは駅 - 夜明駅間で普通列車のみ運行再開、久留米駅 - 大分駅間全線復旧[78]。特急「ゆふ」「ゆふいんの森」は8月28日より通常運転再開[76][79][80]。
  - 10月：久留米駅 - 豊後三芳駅間の運行指令業務を田川伊田指令から大分指令に移管[81]。
  - 12月1日：久留米駅 - 善導寺駅間、向之原駅 - 大分駅間がSUGOCA利用可能エリアとなる。
- 2014年（平成26年）2月13日：天ヶ瀬駅 - 杉河内駅間で、日田発豊後森行き下り列車が倒木を発見したがブレーキが間に合わずに脱線[82]。乗客1人けが。
- 2016年（平成28年）12月22日：スマートフォンアプリ「JR九州アプリ」内の列車位置情報システム「どれどれ」運用開始により、リアルタイムで列車位置情報が配信開始[5]。
- 2017年（平成29年）
  - 7月5日：平成29年7月九州北部豪雨により、光岡駅 - 日田駅間の花月川に架かる鉄橋が流失。善導寺駅 - 日田駅間、由布院駅 - 向之原駅間で終日運転見合わせ[83][84]。
  - 7月6日：日田駅 - 由布院駅間も始発から運転見合わせになるも、9時3分に日田駅 - 向之原駅間で運転再開[83]。夕方には善導寺駅 - うきは駅間で運転再開[85]。
  - 7月10日：筑後吉井駅・うきは駅 - 日田駅間でバス代行輸送を開始[84]。
  - 7月18日：うきは駅 - 光岡駅間で本数を減らし運転再開。光岡駅 - 日田駅間は引き続きバス代行輸送[86][87]。
- 2018年（平成30年）7月14日：花月川橋梁が架け替えられ、全線復旧[88][89][90]。
- 2019年（令和元年）7月9日：久大本線無煙化以降、初となる蒸気機関車の運転が実施される[58]。団体貸切列車「SL湯けむり号」として8620形蒸気機関車+50系客車3両+DE10形ディーゼル機関車の編成で日田駅→別府駅間を走行。
- 2020年（令和2年）
  - 7月6日：令和2年7月豪雨の影響で、久留米駅 - 由布院駅間で運転見合わせ[91]。
  - 7月7日：令和2年7月豪雨の影響で、由布院駅 - 庄内駅間で運転見合わせ[91]。豊後中村駅 - 野矢駅間の第二野上川橋梁が流失[91][92]。
  - 7月8日：令和2年7月豪雨の影響で、庄内駅 - 大分駅間で運転見合わせ[91]。久留米駅 - 日田駅間で運転再開[91]。
  - 7月9日：向之原駅 - 大分駅間で運転再開[93]。
  - 8月8日：日田駅 - 豊後森駅間で運転再開[94]。
  - 8月29日：庄内駅 - 向之原駅間で運転再開[95]。
- 2021年（令和3年）
  - 2月13日：由布院駅 - 庄内駅間で運転再開[96][97]。
  - 3月1日：豊後森駅 - 由布院駅間で運転再開[96]。
  - 8月12日：令和3年8月の大雨の影響で、日田駅 - 由布院駅間で運転見合わせ。翌13日に杉河内駅 - 北山田駅間の第十玖珠川橋りょうで軌道変状が発見される[98][99][100]。
  - 8月18日：豊後森駅 - 由布院駅間で運転再開[98][99][100]。
  - 9月17日：日田駅 - 豊後森駅間で運転再開[99][100]。
- 2023年（令和5年）
  - 7月1日：大雨のため、豊後森駅 - 由布院駅間で運転見合わせ[101]。同区間で線路の被害が20カ所発生[102]。
  - 7月10日：大雨のため、善導寺駅 - 日田駅間で運転見合わせ[101]。
  - 7月20日：善導寺駅 - 日田駅間、豊後森駅 - 由布院駅間が運転再開[101]。
  - 8月28日：当線に直通していたものの、2017年7月の豪雨で被災した日田彦山線がBRTで復旧し、当線並行区間を含む添田駅 - 日田駅間で日田彦山線BRT（BRTひこぼしライン）として運行を開始。
  - 10月1日：JR九州サービスサポートへの業務委託を終了し、久留米大学前駅、筑後吉井駅、豊後森駅、向之原駅、南大分駅がJR九州直営駅となる。

## 駅一覧
- 普通列車はすべての駅に停車。特急列車の停車駅については「ゆふ (列車)」を参照。
- 線路（全線単線） … ◇・∨・∧：列車交換可、｜：列車交換不可

| 駅名           | 営業キロ | 営業キロ | 接続路線                                          | 線路 | 所在地 | 所在地   | 所在地   |
| 駅名           | 駅間     | 累計     | 接続路線                                          | 線路 | 所在地 | 所在地   | 所在地   |
| -------------- | -------- | -------- | ------------------------------------------------- | ---- | ------ | -------- | -------- |
| 久留米駅       | -        | 0.0      | 九州旅客鉄道： 九州新幹線・ 鹿児島本線（JB17）    | ∨    | 福岡県 | 久留米市 | 久留米市 |
| 久留米高校前駅 | 3.4      | 3.4      |                                                   | ｜   | 福岡県 | 久留米市 | 久留米市 |
| 南久留米駅     | 1.5      | 4.9      |                                                   | ◇    | 福岡県 | 久留米市 | 久留米市 |
| 久留米大学前駅 | 1.9      | 6.8      |                                                   | ｜   | 福岡県 | 久留米市 | 久留米市 |
| 御井駅         | 1.2      | 8.0      |                                                   | ◇    | 福岡県 | 久留米市 | 久留米市 |
| 善導寺駅       | 4.6      | 12.6     |                                                   | ◇    | 福岡県 | 久留米市 | 久留米市 |
| 筑後草野駅     | 3.1      | 15.7     |                                                   | ◇    | 福岡県 | 久留米市 | 久留米市 |
| 田主丸駅       | 5.1      | 20.8     |                                                   | ◇    | 福岡県 | 久留米市 | 久留米市 |
| 筑後吉井駅     | 5.6      | 26.4     |                                                   | ◇    | 福岡県 | うきは市 | うきは市 |
| うきは駅       | 3.6      | 30.0     |                                                   | ◇    | 福岡県 | うきは市 | うきは市 |
| 筑後大石駅     | 3.0      | 33.0     |                                                   | ｜   | 福岡県 | うきは市 | うきは市 |
| 夜明駅         | 6.1      | 39.1     | 九州旅客鉄道：■日田彦山線BRT（BRTひこぼしライン） | ◇    | 大分県 | 日田市   | 日田市   |
| 光岡駅         | 6.1      | 45.2     | 九州旅客鉄道：■日田彦山線BRT（BRTひこぼしライン） | ◇    | 大分県 | 日田市   | 日田市   |
| 日田駅         | 2.4      | 47.6     | 九州旅客鉄道：■日田彦山線BRT（BRTひこぼしライン） | ◇    | 大分県 | 日田市   | 日田市   |
| 豊後三芳駅     | 1.8      | 49.4     |                                                   | ｜   | 大分県 | 日田市   | 日田市   |
| 豊後中川駅     | 5.9      | 55.3     |                                                   | ｜   | 大分県 | 日田市   | 日田市   |
| 天ケ瀬駅       | 4.2      | 59.5     |                                                   | ◇    | 大分県 | 日田市   | 日田市   |
| 杉河内駅       | 4.1      | 63.6     |                                                   | ｜   | 大分県 | 日田市   | 日田市   |
| 北山田駅       | 4.2      | 67.8     |                                                   | ｜   | 大分県 | 玖珠郡   | 玖珠町   |
| 豊後森駅       | 5.4      | 73.2     |                                                   | ◇    | 大分県 | 玖珠郡   | 玖珠町   |
| 恵良駅         | 4.1      | 77.3     |                                                   | ◇    | 大分県 | 玖珠郡   | 九重町   |
| 引治駅         | 3.4      | 80.7     |                                                   | ｜   | 大分県 | 玖珠郡   | 九重町   |
| 豊後中村駅     | 2.4      | 83.1     |                                                   | ◇    | 大分県 | 玖珠郡   | 九重町   |
| 野矢駅         | 5.1      | 88.2     |                                                   | ◇    | 大分県 | 玖珠郡   | 九重町   |
| 由布院駅       | 10.9     | 99.1     |                                                   | ◇    | 大分県 | 由布市   | 由布市   |
| 南由布駅       | 3.4      | 102.5    |                                                   | ◇    | 大分県 | 由布市   | 由布市   |
| 湯平駅         | 7.1      | 109.6    |                                                   | ◇    | 大分県 | 由布市   | 由布市   |
| 庄内駅         | 4.9      | 114.5    |                                                   | ◇    | 大分県 | 由布市   | 由布市   |
| 天神山駅       | 3.6      | 118.1    |                                                   | ｜   | 大分県 | 由布市   | 由布市   |
| 小野屋駅       | 1.5      | 119.6    |                                                   | ◇    | 大分県 | 由布市   | 由布市   |
| 鬼瀬駅         | 5.0      | 124.6    |                                                   | ｜   | 大分県 | 由布市   | 由布市   |
| 向之原駅       | 3.1      | 127.7    |                                                   | ◇    | 大分県 | 由布市   | 由布市   |
| 豊後国分駅     | 4.0      | 131.7    |                                                   | ◇    | 大分県 | 大分市   | 大分市   |
| 賀来駅         | 2.2      | 133.9    |                                                   | ｜   | 大分県 | 大分市   | 大分市   |
| 南大分駅       | 2.7      | 136.6    |                                                   | ◇    | 大分県 | 大分市   | 大分市   |
| 古国府駅       | 2.3      | 138.9    |                                                   | ｜   | 大分県 | 大分市   | 大分市   |
| 大分駅         | 2.6      | 141.5    | 九州旅客鉄道：■日豊本線・■豊肥本線（阿蘇高原線）  | ∧    | 大分県 | 大分市   | 大分市   |

- 直営駅（駅長配置駅）：久留米駅、日田駅、豊後森駅、由布院駅、大分駅
- 直営駅（駅長配置なし）：久留米大学前駅、筑後吉井駅、向之原駅、南大分駅
- 業務委託駅：天ヶ瀬駅
- 簡易委託駅：田主丸駅、豊後中村駅、庄内駅、小野屋駅

### 廃駅
- 櫟木停留場：小野屋駅 - 鬼瀬駅間、1922年12月1日廃止[36]。
- 鬼瀬停留場：小野屋駅 - 鬼瀬駅間、1922年12月1日廃止、1925年同位置に鬼瀬駅が開業[36]。
- 平横瀬停留場：向之原駅 - 豊後国分駅間、1922年12月1日廃止[36]。
- 賀来神社裏臨時乗降場：向之原駅 - 豊後国分駅間、1917年9月12日廃止[36]。
- 森ノ木停留場：豊後国分駅 - 賀来駅間、1922年12月1日廃止[36]。
- 古国府停留場：南大分駅 - 大分駅間、1922年12月1日廃止（1988年開業の古国府駅とは別位置）[36]。

### 過去の接続路線
- 久留米駅
  - 西日本鉄道上久留米線 - 1948年7月5日休止、1951年12月25日廃止[103]
  - 筑後軌道 - 1929年3月26日廃止[104]
- 恵良駅：宮原線 - 1984年12月1日廃止[105]
- 大分駅：大分交通別大線 - 1972年4月5日廃止[106]

## 新駅設置計画
久留米市は、御井駅 - 善導寺駅間と田主丸駅 -筑後吉井駅間 において新駅設置を検討している。

## 輸送実績
平均通過人員（輸送密度）、旅客運輸収入は以下の通り。
| 年度     | 平均通過人員（人/日） | 平均通過人員（人/日） | 平均通過人員（人/日） | 平均通過人員（人/日） | 旅客運輸収入 （百万円/年） | 出典    |
| 年度     | 全区間                | 久留米 - 日田         | 日田 - 由布院         | 由布院 - 大分         | 旅客運輸収入 （百万円/年） | 出典    |
| -------- | --------------------- | --------------------- | --------------------- | --------------------- | -------------------------- | ------- |
| 1987年度 | 3,122                 | 3,040                 | 2,564                 | 3,890                 | -                          | [ 109 ] |
|          |                       |                       |                       |                       |                            |         |
| 2016年度 | 2,754                 | 3,867                 | 2,027                 | 2,387                 | 2,343                      | [ 109 ] |
| 2017年度 | 1,856                 | -                     | 1,340                 | 2,483                 | 1,655                      | [ 110 ] |
| 2018年度 | 2,482                 | 3,437                 | 1,756                 | 2,294                 | 2,054                      | [ 111 ] |
| 2019年度 | 2,462                 | 3,475                 | 1,756                 | 2,162                 | 2,094                      | [ 112 ] |
| 2020年度 | 1677                  | 1677                  | -                     | -                     | 616                        | [ 113 ] |

備考
1. ↑  久留米駅 - 日田駅間の値を除いた参考値。
2. ↑  開示されていない（平成29年九州北部豪雨の影響により、光岡駅 - 日田駅間で長期運休が発生していたため）。
3. 1 2  年度中に復旧した光岡 - 日田間が1年間運転されたとした場合の参考値。
4. ↑  日田 - 大分間を除いた参考値。
5. 1 2  開示されていない（令和2年7月豪雨の影響により、豊後森 - 庄内間で長期運休が発生していたため）。